# Букошніца (комуна)
Букошніца (рум. Bucoșnița) — комуна у повіті Караш-Северін в Румунії. До складу комуни входять такі села (дані про населення за 2002 рік):
- Букошніца (806 осіб) — адміністративний центр комуни
- Велішоара (744 особи)
- Голец (600 осіб)
- Петрошніца (975 осіб)

Комуна розташована на відстані 316 км на захід від Бухареста, 29 км на схід від Решиці, 95 км на південний схід від Тімішоари.

## Населення
За даними перепису населення 2002 року у комуні проживали 3125 осіб.
Національний склад населення комуни:
| Національність | Кількість осіб | Відсоток |
| -------------- | -------------- | -------- |
| румуни         | 3120           | 99,8%    |
| угорці         | 3              | 0,1%     |
| українці       | 2              | 0,1%     |

Рідною мовою назвали:
| Мова       | Кількість осіб | Відсоток |
| ---------- | -------------- | -------- |
| румунська  | 3120           | 99,8%    |
| угорська   | 3              | 0,1%     |
| українська | 2              | 0,1%     |

Склад населення комуни за віросповіданням:
| Релігія       | Кількість осіб | Відсоток |
| ------------- | -------------- | -------- |
| православні   | 2647           | 84,7%    |
| баптисти      | 465            | 14,9%    |
| п'ятдесятники | 7              | 0,2%     |
| римо-католики | 4              | 0,1%     |
| реформати     | 2              | 0,1%     |